# Gaziemir

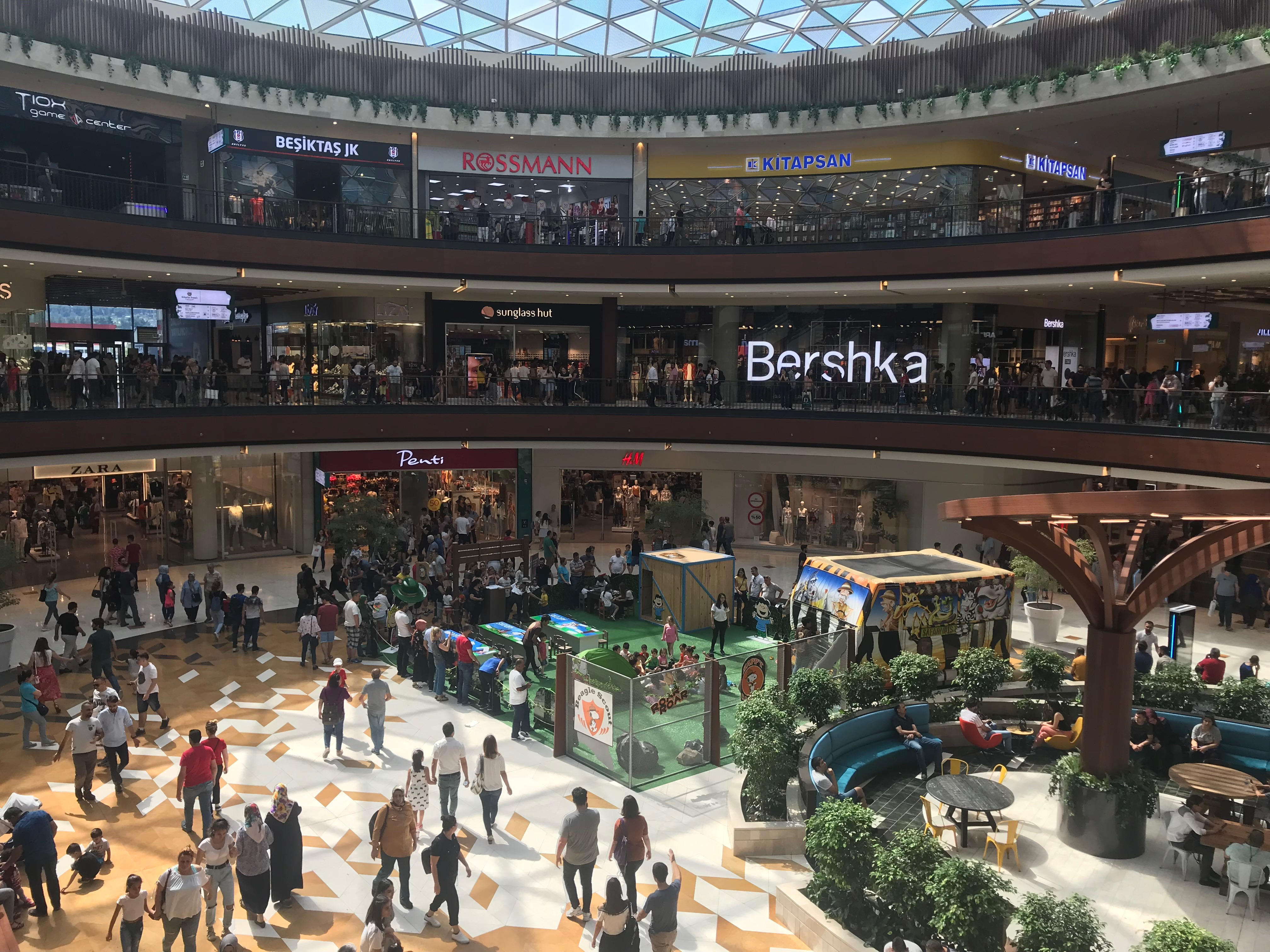
A view of the interior of İzmir Optimum in Gaziemir, İzmir.

Gaziemir là một huyện thuộc tỉnh İzmir, Thổ Nhĩ Kỳ. Huyện có diện tích 63 km² và dân số thời điểm năm 2007 là 109291 người, mật độ 1735 người/km².